# Tayler Wiles
Tayler Wiles (Murray, 20 juli 1989) is een Amerikaanse voormalige wielrenster.

## Carrière

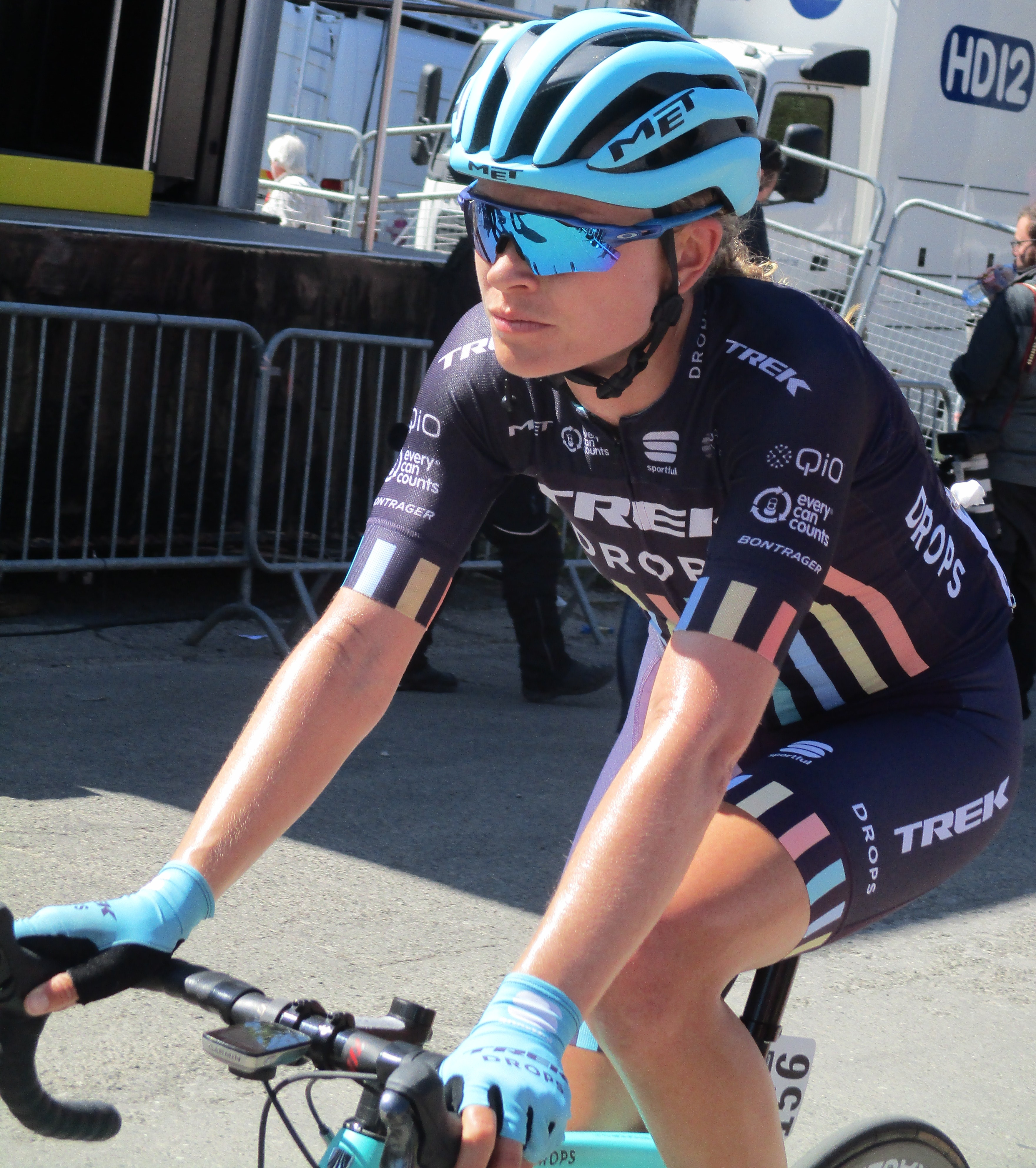
Tayler Wiles na de Waalse Pijl 2018

Wiles reed drie jaar voor de Amerikaans-Duitse ploeg Specialized-lululemon en diens opvolger Velocio-SRAM. In 2016 reed ze voor het Australische team Orica-AIS, in 2017 voor UnitedHealthcare, in 2018 voor het Britse Trek-Drops en vanaf 2019 voor Trek-Segafredo. In 2012 werd ze derde, in 2014 tweede en in 2015 won ze het eindklassement van de Tour de l'Ardèche. Op 18 juli 2015 ontsnapte ze in de tweede etappe van de Ronde van Thüringen; ze werd echter in de finale de verkeerde kant opgestuurd en werd daardoor slechts vierde, maar kreeg wel de prijs van de meeste strijdlust. In dat jaar won ze ook het eindklassement van de Ronde van Nieuw-Zeeland en in 2017 won ze de Ronde van de Gila.
In 2022 werd Wiles geopereerd aan een vernauwde slagader, maar hield desondanks te veel last en besloot in 2023 om te stoppen met wielrennen.
Tayler Wiles heeft sinds 2014 een relatie met de Ierse wielrenster Olivia Dillon.

## Palmares

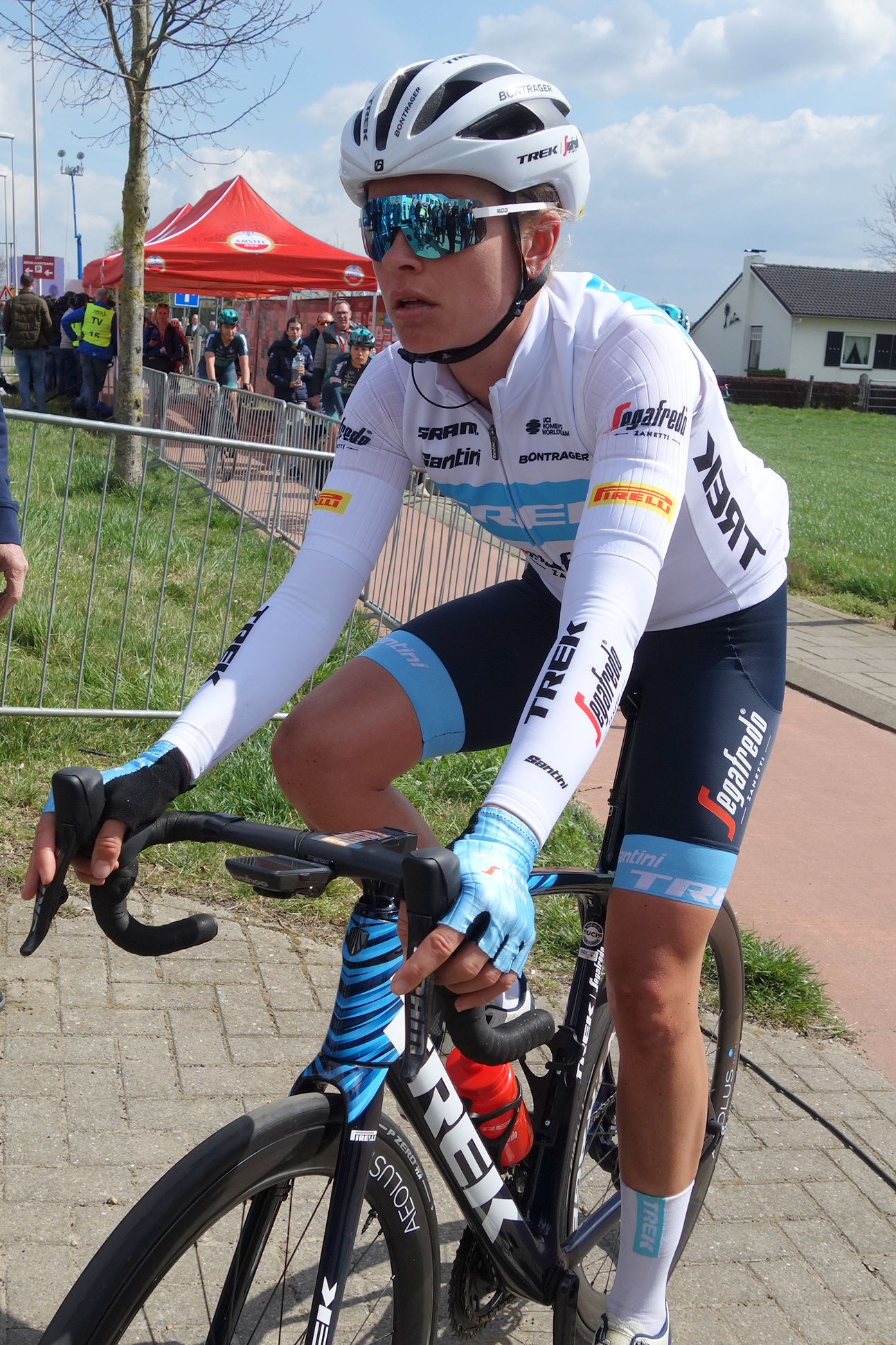
Tayler Wiles na de Amstel Gold Race 2022

2011
 Amerikaans kampioene tijdrijden, belofte
2012
3e in Tour de l'Ardèche
2013
1e etappe (TTT) Lotto Belisol Belgium Tour
2014
Eindklassement Redlands Bicycle Classic
Chrono Gatineau
2e in Tour de l'Ardèche
Eindklassement Rás na mBan
2015
 Eindklassement Ronde van Nieuw-Zeeland
1e (TTT) en 4e etappe
 Eindklassement Tour de l'Ardèche
 puntenklassement en 3e etappe
2e etappe A (TTT) Energiewacht Tour
3e op Amerikaans kampioenschap op de weg
3e in Chrono Gatineau
2016
2e in Route de France
2017
 Eindklassement Tour of the Gila
2e in 2e, 3e en 5e etappe
 Bergklassement Thüringen Rundfahrt
5e etappe
Meest strijdlustige 2e etappe
 Bergklassement Tour de Feminin - O cenu Českého Švýcarska
2e in eindklassement
2e op Pan-Amerikaans kampioenschap tijdrijden
2019
3e etappe Emakumeen Bira (WWT)
2021
1e etappe (TTT) Ronde van Italië

## Ploegen
- 2012 –  Exergy Twenty12
- 2013 –  Specialized-lululemon
- 2014 –  Specialized-lululemon
- 2015 –  Velocio-SRAM
- 2016 –  Orica-AIS
- 2017 –  UnitedHealthcare
- 2018 –  Trek-Drops
- 2019 –  Trek-Segafredo
- 2020 –  Trek-Segafredo
- 2021 –  Trek-Segafredo
- 2022 –  Trek-Segafredo
- 2023 –  Trek-Segafredo (tot 14/7)

Brennauer · Carleton · Colclough · Rowney · Small · Stacher · Stevens · Teutenberg · Van Dijk · Wiles · Worrack
Blaak · Brennauer · Canuel · Cromwell · Delzenne · Rowney · Small · Stacher · Stevens · Wiles · Worrack
Amialiusik · Brennauer · Canuel · Cromwell · Delzenne · Guarischi · Kröger · Rowney · Wiles · Worrack
Allen · Crooks · Elvin · Garfoot · Manly · McConville · Neylan · Rowney · Roy · Spratt · Stewart · Van Vleuten · Wiles · Williams
Buurman · Christian · Hammes · Holden · Lloyd · Park · Parkinson · Payton · Shaw · Simpson · Van Twisk · Weaver · Wiles
Batty · Cordon-Ragot · Deignan · Hanson · Lepistö · Longo Borghini · Neff · Noble · Paternoster · Plichta · Richards · Swartz · van Dijk · Van Twisk · Wiles · Winder · Worrack
Bäckstedt · Batty · Brand · Cordon-Ragot · Deignan · Hanson · Henttala · Longo Borghini · Paternoster · Plichta · Richards · Swartz · van Dijk · Van Twisk · Wiles · Winder · Worrack
Bäckstedt · Brand · Cordon-Ragot · Deignan · Dideriksen · Hanson · Hosking · Longo Borghini · Paternoster · van Anrooij · van Dijk · Van Twisk · Wiles · Winder · Worrack
Bäckstedt · Balsamo · Brand · Cordon-Ragot · Deignan · Dideriksen · Hanson · Hosking · Longo Borghini · Paternoster · Thomas · van Anrooij · van Dijk · Wiles
Bäckstedt · Balsamo · Brand · Chapman · Deignan · Hanson · Klein · Knibb (vanaf 1/6) · Longo Borghini · Realini · Sanguineti · Spratt · van Anrooij · van Dijk (zwangerschapsverlof) · Wiles (tot 14/7)